# Julio Xavier (diretor de cena)
Julio Cezar Xavier da Silveira foi um diretor de cinema brasileiro, sócio da BossaNovaFilms.
Atuou no mercado de publicidade por mais de 40 anos. Entre os comerciais que compôe seu repertório está o “Primeiro Sutiã”, da Valisère, criado pelo publicitário Washington Olivetto. Este comercial está entre os 100 melhores comerciais da história da propaganda mundial, reunidos no Livro "The 100 Best TV Commercials and Why They Worked". Segundo a publicação, o comercial “Primeiro Sutiã” é um dos dois únicos representantes ibero-americanos.
Os filmes que dirigiu foram selecionados em alguns festivais do mercado publicitário mundial, como Festival de Cannes; London Film Festival; Clube de Criação de São Paulo; Profissionais do Ano ; entre outros .
Em 2008, dirigiu o documentário 23 anos em 7 segundos - O fim do jejum corintiano, junto com o diretor Di Moretti. O filme mostra a conquista do título de campeão paulista pelo Corinthians, em 1977.
Neste mesmo ano foi integrante do corpo de jurados do 30º Profissionais do Ano, organizado pela Rede Globo 
Julio trabalhou muito para filmes emocionais e de humor, com crianças e celebridades. No tempo que tem livre, escreve artigos para revistas nacionais e internacionais de publicidade.
Julio Xavier faleceu no dia 28 de abril de 2023, em São Paulo. 